# بيت مرعي (مدينة المحويت)

تعديل مصدري - تعديل

بيت مرعي هي إحدى قرى عزلة المحويت بمديرية مدينة المحويت التابعة لمحافظة المحويت، بلغ تعداد سكانها 412 نسمة حسب تعداد اليمن لعام 2004.